# Frank Andersen
Frank Andersen, född 15 april 1953, är en dansk dansör och balettchef.
Andersen utbildade sig vid Det kongelige Teaters balettskola, där han verkade som dansör från 1971. 1977 blev han premiärdansör och var teaterns balettchef 1985-94. År 1976 grundade han tillsammans med Dinna Bjørn den så kallade Bournonvillegruppen, som under tio års tid gjorde långa utlandsturnéer. 1995-99 var Andersen balettchef vid Stockholmsoperan.
Han fick Dansk-svensk kulturfonds kulturpris 1999.